# El Bruc
El Bruc (spanisch Bruch) ist eine katalanische Gemeinde (Municipio) mit 2.288 Einwohnern (Stand: 2024) in der Provinz Barcelona im Nordosten Spaniens. Sie liegt in der Comarca Anoia. Zur Gemeinde gehören neben dem Hauptort unter anderem die Ortschaften Bruch Residencial, Monserrat Parque, San Pablo de la Guardia und Las Casas de Don Massachs.

## Lage
El Bruc liegt etwa 48 Kilometer nordwestlich von Barcelona in einer Höhe von ca. 490 m. Durch die Gemeinde führt die Autovía A-2.

## Geschichte
1808 kam es hier zur Schlacht von El Bruc. Am 6. Juni griffen etwa 3800 Soldaten des Französischen Kaiserreichs unter Brigadegeneral François Xavier de Schwarz die spanischen Truppen unter General Antoni Franch i Estalella an (Heeresstärke ca. 2000). Den Spaniern gelang es trotz der französischen Überlegenheit die Franzosen nach Barcelona zurückzutreiben.
Am 14. Juni kehrten die Franzosen unter Divisionsgeneral Joseph Chabran zurück. Auch diesmal blieben die Spanier unter Juan Baget Sieger. Beim Rückzug des französischen Heeres am nächsten Tag griffen die Spanier erneut an und massakrierten 500 weitere französische Soldaten. Aus der Schlacht von El Bruch entstand die Legende vom Trommler von El Bruch.

## Bevölkerungsentwicklung
| Jahr      | 1970 | 1981 | 1991 | 2001 | 2011 | 2021 |
| Einwohner | 774  | 656  | 753  | 1119 | 1992 | 2177 |

## Sehenswürdigkeiten
- Reste des alten Turms
- Reste der Burg von La Guàrdia de Montserrat
- Marienkirche in El Bruc
- Pauluskirche in Sant Pau de la Guàrdia
- altes und neues Rathaus

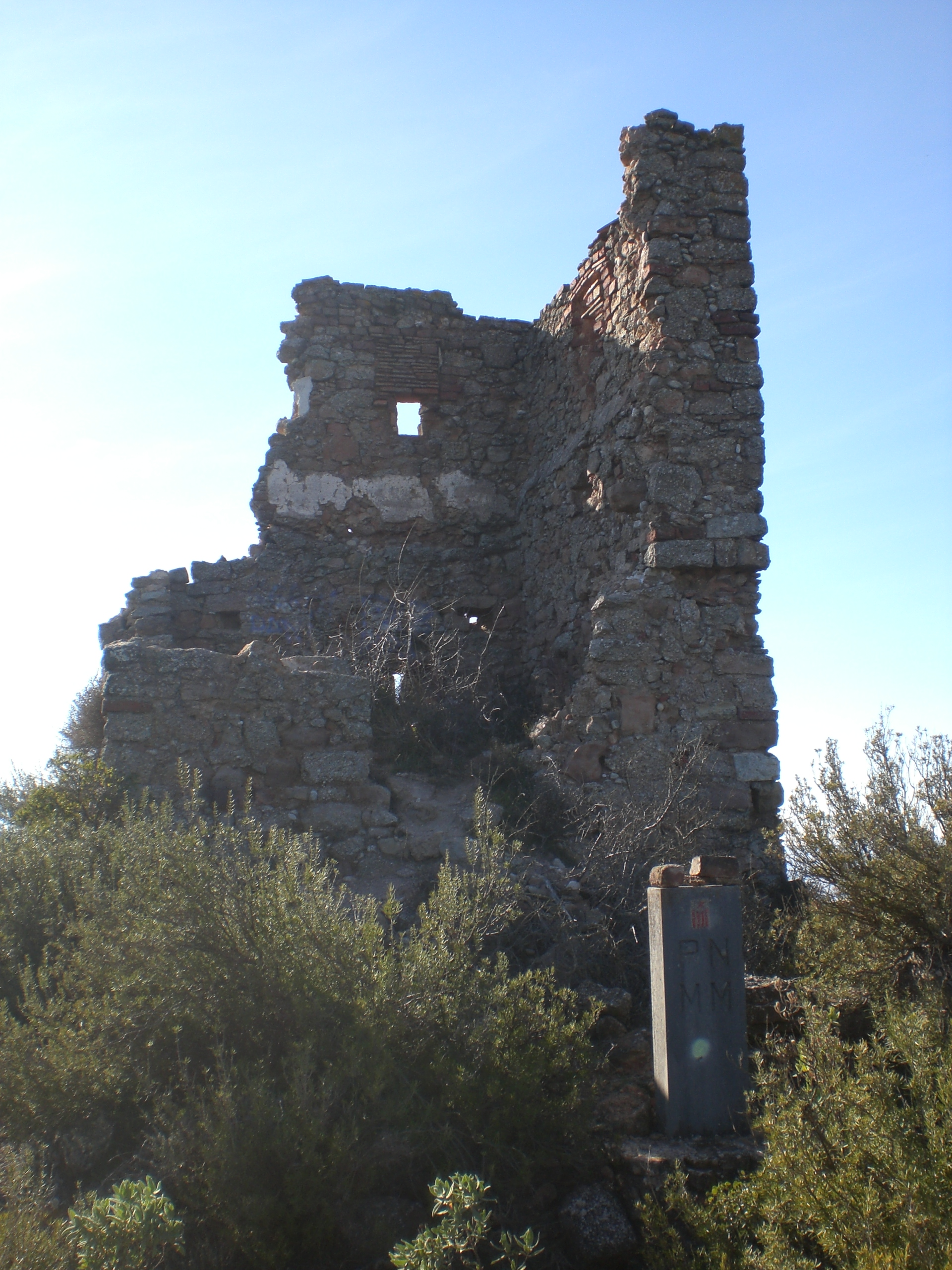
Reste des alten Turms
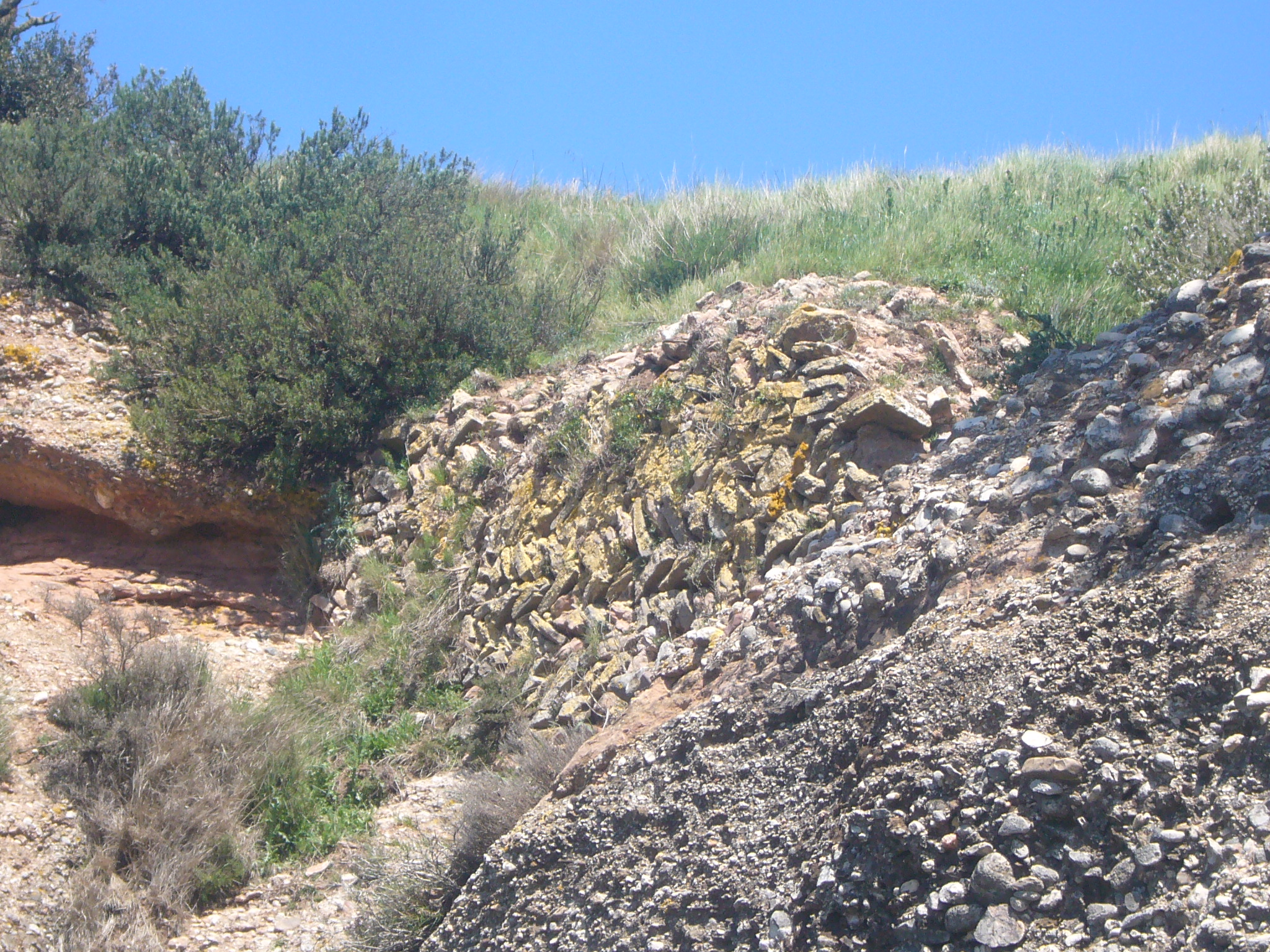
Reste der Burg von La Guàrdia
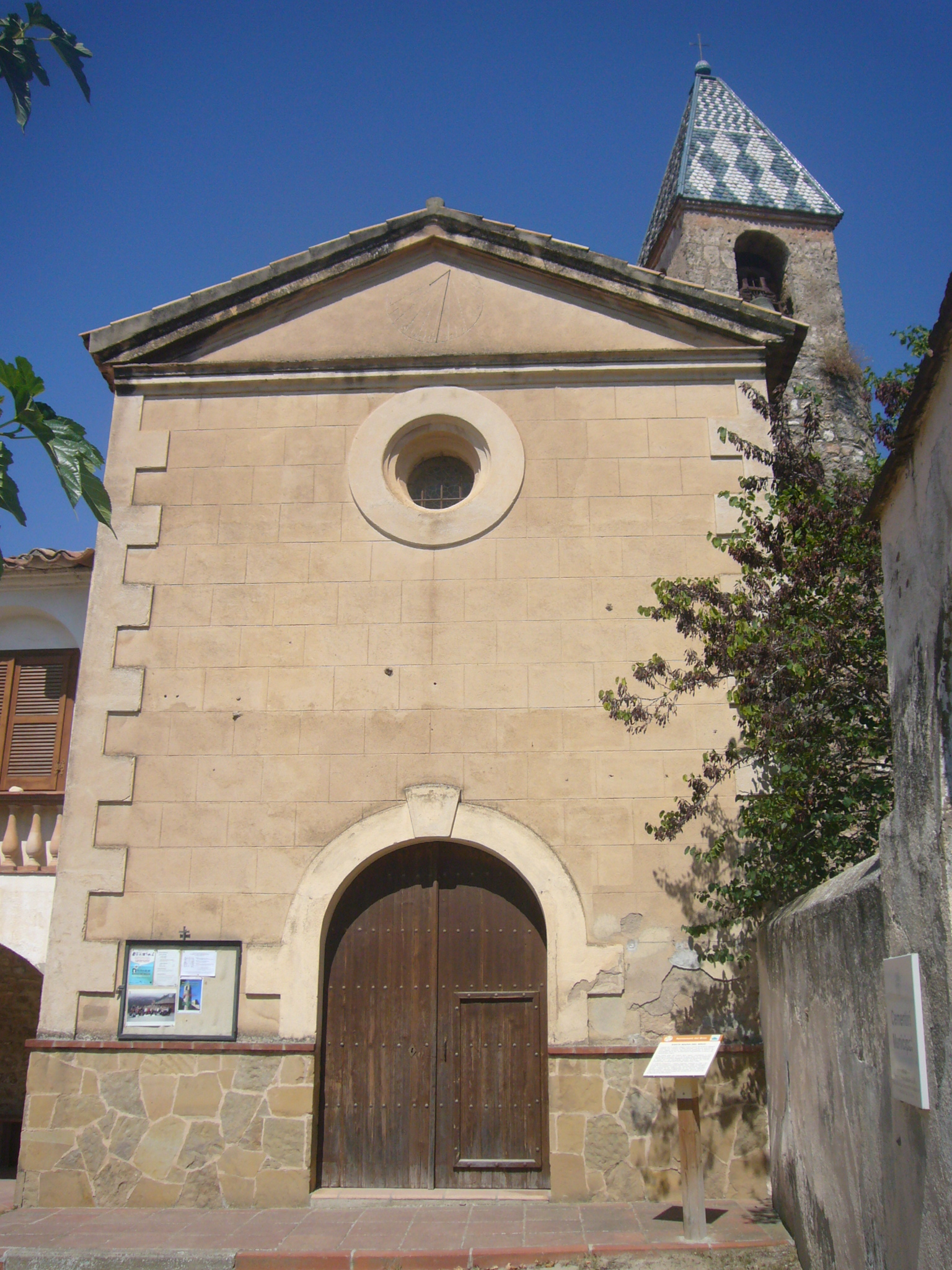
Marienkirche
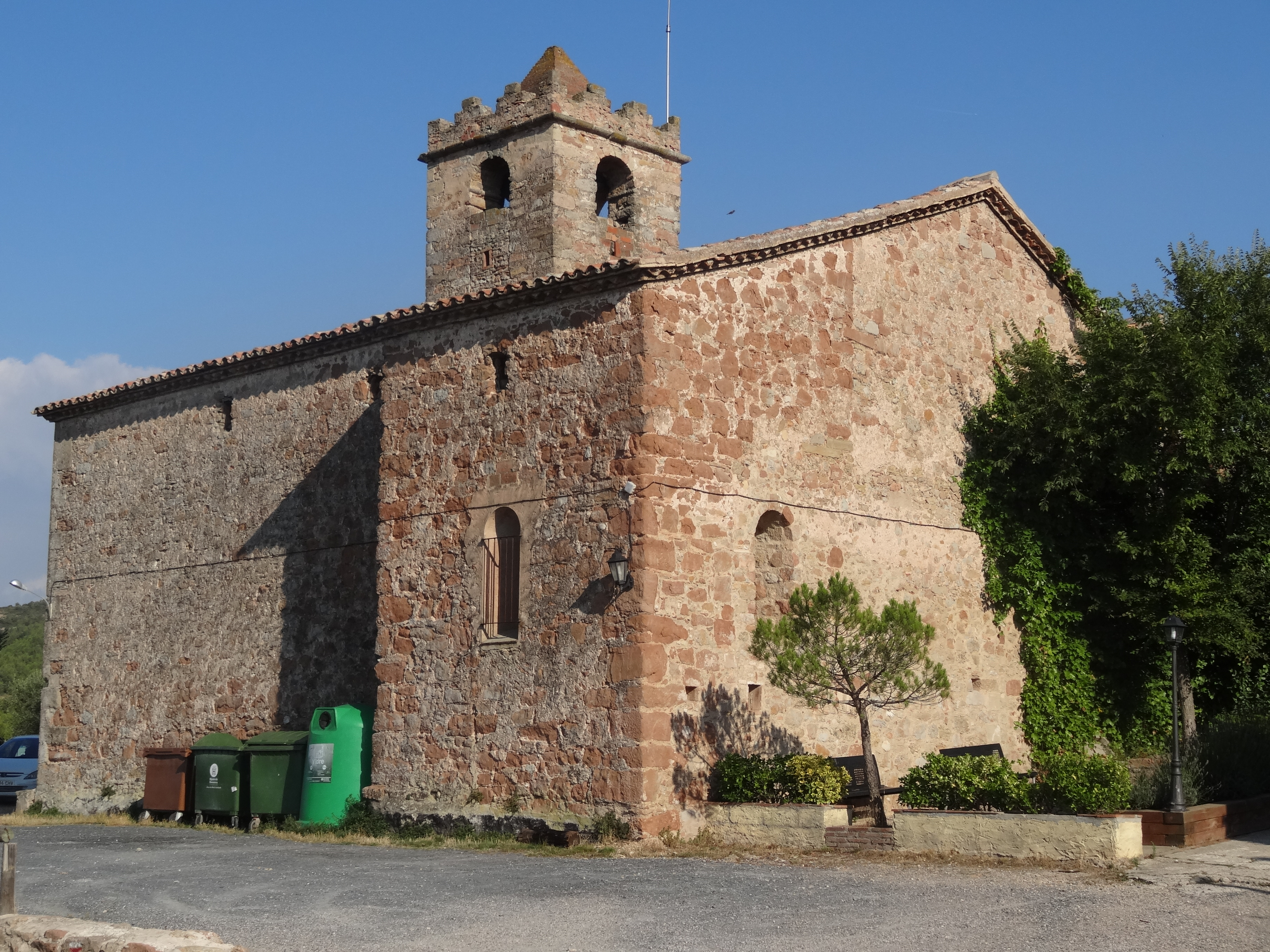
Pauluskirche
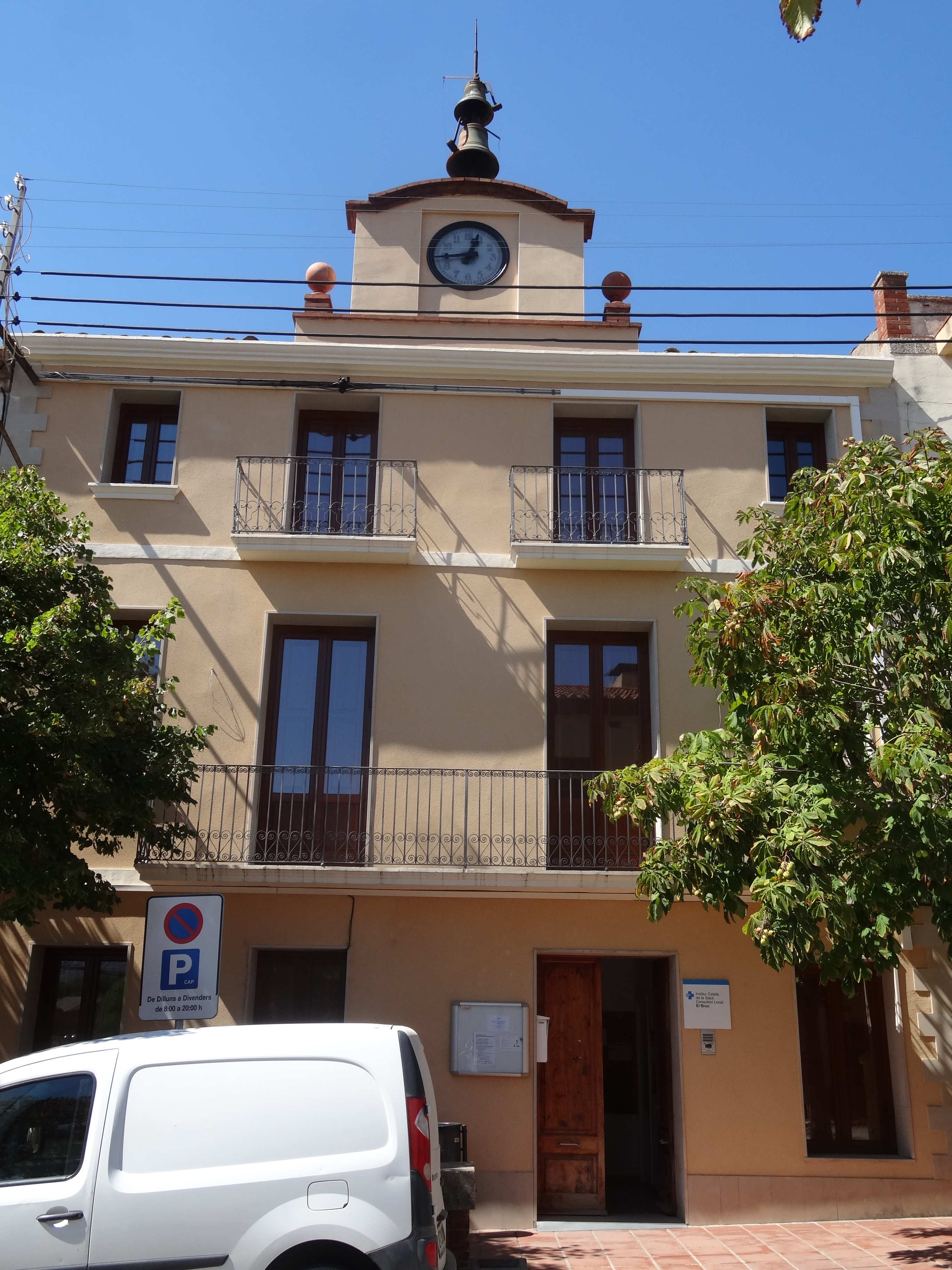
Altes Rathaus
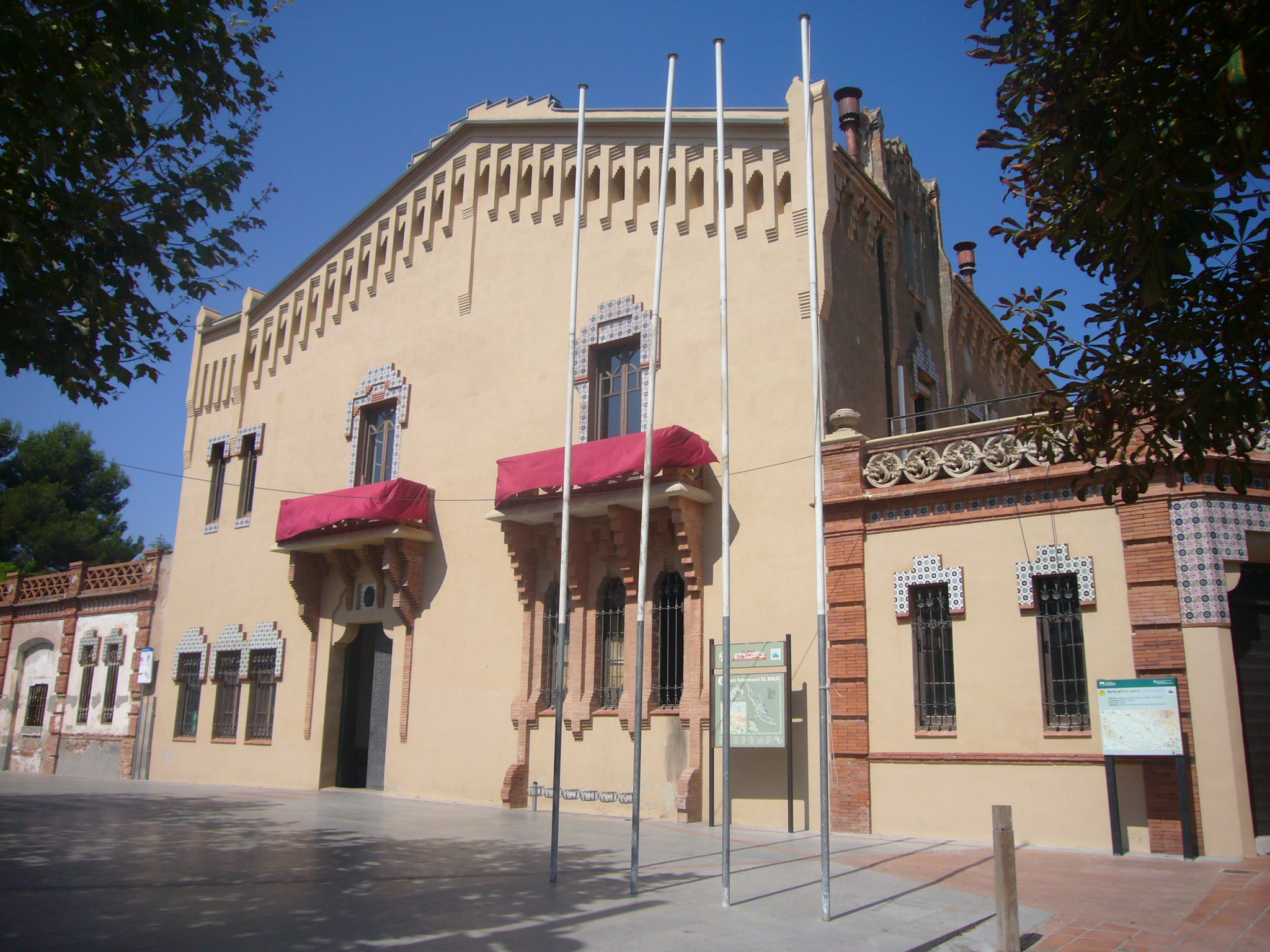
Neues Rathaus

## Die Legende des Trommlers von El Bruc
Während der Schlacht von El Bruc 1808 soll der spanische Junge Isidro Llusá y Casanovas (1791–1809) die Trommel geschlagen haben. Die durch das Bergecho verstärkten Schläge soll das Schlachtenglück zugunsten der Spanier verändert haben, weil die Franzosen größere Verluste als tatsächlich befürchteten.

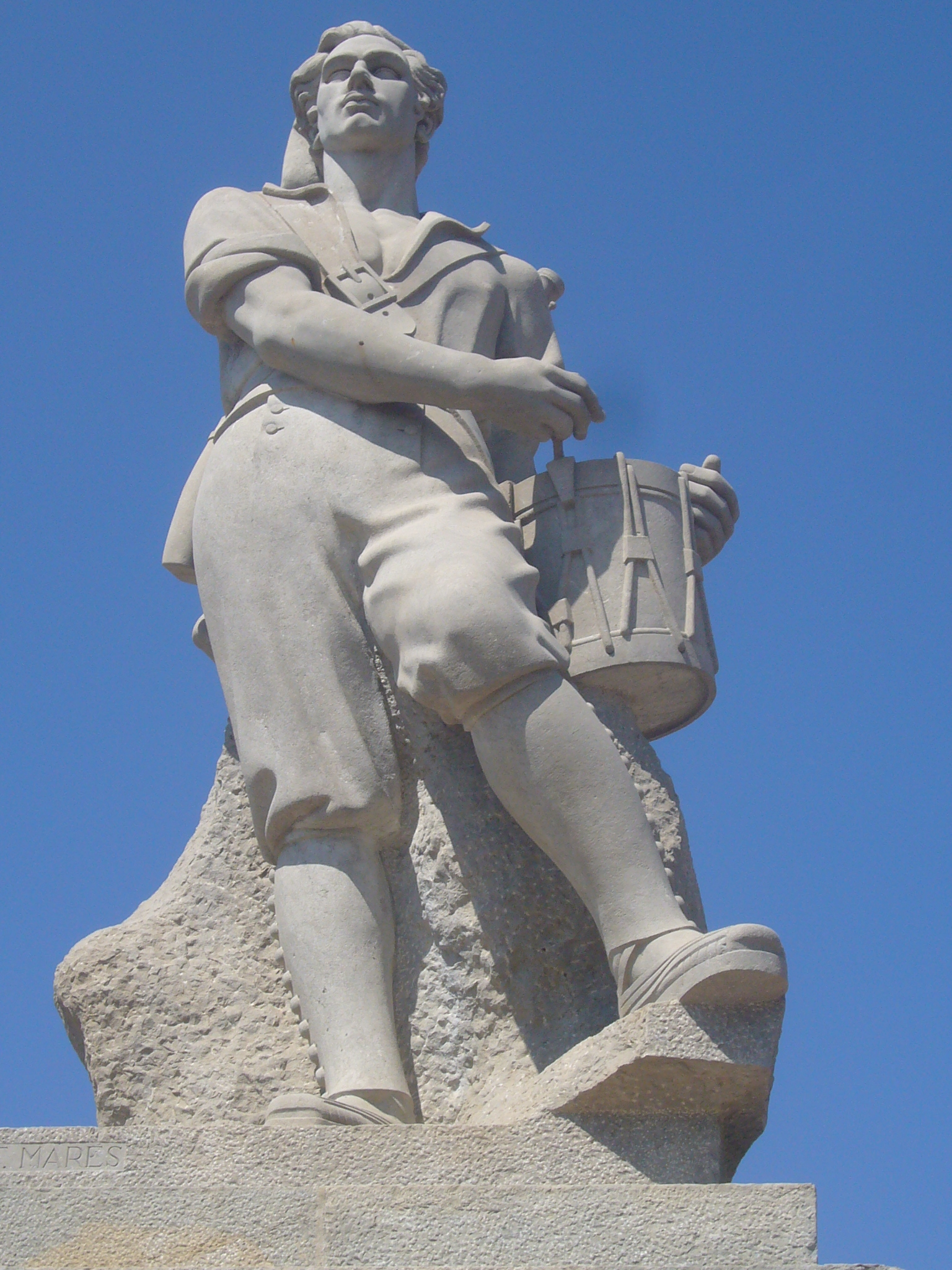
Denkmal des Trommlers von El Bruc